# Memorare
Nach dem lateinischen Anfangswort Memorare (Gedenke) wird ein Gebet zitiert, das zu den Grundgebeten der römisch-katholischen Kirche gehört und gelegentlich in Andachten gebetet wird. In der eucharistischen Liturgie vor dem 2. Vatikanischen Konzil wurde es auch als Communio gesungen. Das Memorare ist aus dem heutigen gottesdienstlichen Gebrauch weitgehend verschwunden. Johannes Paul II. hat es in seiner Predigt bei der hl. Messe am 25. März 2000 in der Verkündigungsbasilika in Nazaret auf seiner 91. Auslandsreise zitiert.

## Herkunft
Seine Herkunft ist nicht ganz klar. Oft wird es fälschlich Bernhard von Clairvaux zugeschrieben. Diese Zuschreibung beruht, obwohl wenige Verse der Dichtung auf Gedanken des Heiligen Bernhard anspielen, auf einer Namensverwechslung mit dem französischen Volksmissionar Claude Bernard (1588–1641), der das Gebet auf Gebetszettel gedruckt verbreitete. Bernard, auch der „arme Priester“ genannt, lernte dieses Gebet nach eigenen Angaben von seinem Vater. Das Gebet habe daraufhin bei ihm selbst eine wundersame Heilung verursacht, woraufhin er es weiter verbreitete und insbesondere zur Bekehrung von Gefangenen und zum Tode Verurteilten verwendete. Er ließ das Gebet in mehreren Sprachen in bis zu 200.000 Exemplaren drucken und machte es zum Mittelpunkt seiner Evangelisation und seines Lebens. Diese Bedeutung beschreibt er u. a. in einem Brief an Anna von Österreich, die Frau des französischen Königs Ludwig XIII., die es am Hofe populär machte.
Durch die enge Verknüpfung seiner Person mit dem Gebet wurde Claude Bernard oft als Dichter desselben angesehen. In den 18 erhaltenen Kupferstich-Portraits in der Pariser Nationalbibliothek ist darunter das Gebet mit der Überschrift „ORAISON DU R. P. BERNARD A LA VERGE“ angegeben. Obwohl Bernard unbestreitbar als sein Wegbereiter zu gelten hat, wurde das Memorare schon von Franz von Sales verwendet. Das Gebet findet sich bereits in älteren Handschriften aus dem 15. Jahrhundert als Teil des sehr langen Marienhymnus „Ad sanctitatis tuae pedes, dulcissima Virgo Maria“. Dieser ist im Hortulus Animae (15. Jh.), dem Antidotarius Animae des heilkundigen Zisterzienserabtes Nicolaus Salicetus († um 1493) und dem Precationum piarum Enchiridon des Simon Verepaeus (1570) nachgewiesen. Wann das Memorare als eigenständiges Gebet ausgegliedert wurde, ist nicht klar belegt.

## Der Text
Seit dem 16. Jh. gibt es mehrere Textvarianten des Memorare. Im 19. Jahrhundert wurde es in einer häufigen Fassung durch ein Breve Papst Pius IX. 1846 als Teil des Gebetes Ave, augustissima Regina pacis kanonisiert und mit der Gewährung eines zeitlichen Ablasses verbunden. Der Ablass wurde von der Sacra Congregatio Indulgentiarum am 25. Juli 1846 zunächst für die Gläubigen in Frankreich gewährt und am 11. Dezember 1846 auf die Gläubigen weltweit erweitert.
Der Text dieser Fassung lautet:

“Memorare, o piissima Virgo Maria, non esse auditum a saeculo, quemquam ad tua currentem praesidia, tua implorantem auxilia, tua petentem suffragia, esse derelictum. Ego tali animatus confidentia, ad te, Virgo Virginum, Mater, curro; ad te venio; coram te gemens peccator assisto. Noli, Mater Verbi, verba mea despicere, sed audi propitia et exaudi. Amen.”

„Gedenke, gütigste Jungfrau Maria, man hat es noch niemals gehört, dass jemand, der zu dir seine Zuflucht nahm, deine Hilfe anrief, um deine Fürsprache flehte, von dir verlassen worden sei. Von solchem Vertrauen beseelt, nehme ich meine Zuflucht zu dir, Mutter, Jungfrau der Jungfrauen; zu dir komme ich; vor dir stehe ich seufzend als Sünder. Mutter des Wortes, verschmähe nicht meine Worte, sondern höre mich gnädig an und erhöre mich. Amen.“

## Vertonungen
- Josef Gabriel Rheinberger: Memorare, o piissima, Motette für Chor und Orgel, op. 118, Nr. 2.
- Marc-Antoine Charpentier: La prière à la Vierge du Père Bernard (Memorare, o piissima), dreistimmige Motette, Werkverzeichnis H367.